# Hypericum thesiifolium
Hypericum thesiifolium är en johannesörtsväxtart som beskrevs av Carl Sigismund Kunth. Hypericum thesiifolium ingår i släktet johannesörter, och familjen johannesörtsväxter. Inga underarter finns listade i Catalogue of Life.